# Мария Иммакулата Бурбон-Сицилийская (герцогиня Саксонии)
Мария Иммакулата Бурбон-Сицилийская (итал. Maria Immacolata di Borbone-Due Sicilie), полное имя Мария Иммакулата Сперанца Пия Тереза Кристина Филомена Люция Анна Изабелла Цецилия Аполлония Барбара Агнесса Зенобия Бурбон-Сицилийская (итал. Maria Immacolata Speranza Pia Teresa Cristina Filomena Lucia Anna Isabella Cecilia Apollonia Barbara Agnese Zenobia di Borbone ; 30 октября 1874, Канны, Французская империя — 28 ноября 1947, Мури, Швейцария) —  принцесса из дома Сицилийских Бурбонов; в замужестве — герцогиня Саксонии.

## Биография

### Семья
Родилась в Каннах 30 октября 1874 года. Она была четвёртым ребёнком из одиннадцати детей в семье Альфонса Марии, графа Казерты и Марии Антуанетты Бурбон-Сицилийской. Оба её родителя происходили из дома Сицилийских Бурбонов и приходились друг другу двоюродными братом и сестрой. После включения Королевства обеих Сицилий в состав единого итальянского государства, члены династии были вынуждены покинуть родину и отправиться в изгнание. Отец принцессы также носил титул наследного принца Королевства обеих Сицилий и являлся главой дома Сицилийских Бурбонов с 1894 по 1934 год. По отцовской линии она приходилась внучкой Фердинанду II, королю обеих Сицилий и Марии Терезе Австрийской, эрцгерцогине из дома Габсбургов. По материнской линии была внучкой Франциска Бурбон-Сицилийского, графа Трапани и Марии Изабеллы Австрийской, эрцгерцогини из дома Габсбургов.

### Бездетный брак
В Каннах 30 октября 1906 года Мария Иммакулата сочеталась браком с саксонским принцем Иоганном Георгом (10.07.1869 — 24.11.1938), герцогом Саксонии. Супруг принцессы был шестым ребёнком и вторым сыном Георга, короля Саксонии и Марии Анны Португальской, дочери Марии II, королевы Португалии и короля Фернанду II. Для него это был второй брак. Герцог был вдовцом. Ранее он был женат на принцессе Марии Изабелле Вюртембергской. Второй брак герцога, как и первый, оказался бездетным. Иоганн Георг много путешествовал. Он был страстным коллекционером и признанным искусствоведом.
До 1917 года супруги жили в замке Везенштайн в Мюглицтале под Дрезденом. В этом замке дед герцога, король Иоганн, перевел «Божественную комедию» Данте на немецкий язык под псевдонимом Филалет. Затем пара переехала на виллу Танненхоф во Фрайбурге-им-Брайсгау, которая ныне является частью больницы Лоретто.
Не имея своих детей, Мария Иммакулата заботилась об образовании и воспитании своих племянниц и племянников, шестерых детей деверя, короля Саксонии Фридриха Августа III, которые росли без матери.
В 1917 году в Дрездене герцогиня Саксонии принимала императора и императрицу Австро-Венгрии. Сохранилась фотография, на которой она изображена с Цитой Бурбон-Пармской в открытой карете.
В 1921 году Мария Иммакулата приобрела особняк Гогенайхен с большим садом в районе Гостервиц в Дрездене и подарила его Обществу Иисуса. С тех пор в этом доме размещается штаб-квартира Дрезденской миссии ордена иезуитов.
В 1926 году герцогиня основала «Женскую организацию помощи священнослужителям» во Фрайбурге-им-Брайсгау, которая действует и сегодня под названием Папской организации духовных профессий.
Иоганн Георг умер 24 ноября 1938 года в Альтсхаузене. Он был похоронен в Новом склепе католической придворной церкви в Дрездене. Мария Иммакулата скончалась 28 ноября 1947 года в Мури, в Швейцарии. Из-за имевшейся в то время политической ситуации, её не смогли похоронить в католической придворной церкви в Дрездене. Останки герцогини захоронили в Гедингеркихе, в Зигмарингене.

## Награды
- Дама Благороднейшего ордена Звёздного креста (Австро-Венгрия).
- Дама ордена Святой Елизаветы (Королевство Бавария).
- Дама ордена Терезы (Королевство Бавария).